# Puntilla

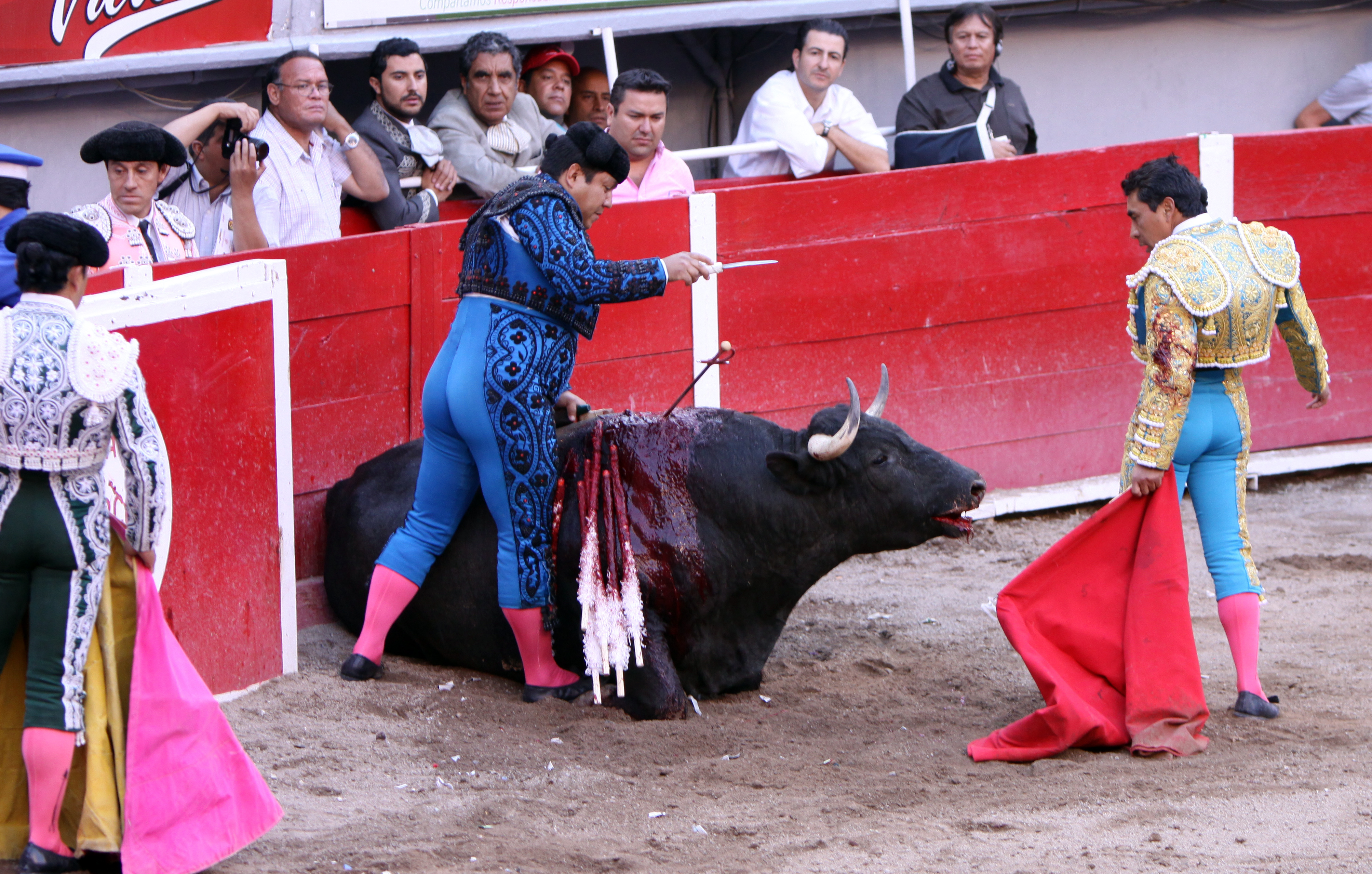
Péon tenant la puntilla.

La puntilla est un poignard à lame courte et large destiné à achever le taureau après l’estocade (éventuellement suivie du descabello) dans une corrida. La puntilla est plantée par un des peones de la cuadrilla du matador, appelé pour la circonstance « puntillero ». Il intervient en phase ultime du combat, éventuellement après l'estocade ou le descabello.

## Présentation
La puntilla porte aussi le nom de cachete. Actuellement sa lame mesure entre 10 et 15 cm. Le puntillero la plante entre la base du crâne et le début de la colonne vertébrale de l'animal, afin de détruire le cervelet et le début de la moelle épinière.
L'action du puntillero arrive après les combats à un stade où théoriquement il ne sert qu'à garantir la mort effective de l'animal après l'estocade ou le descabello pour éviter les mouvements réflexes du cadavre. Cependant il arrive fréquemment que le taureau affaibli soit encore conscient à ce stade. Dans un tel cas, si le puntillero manque son coup il peut remette involontairement le taureau sur pieds et déclencher la colère de la foule, obligeant le torero à descabeller. 
Dans le langage populaire du mundillo, l'expression « se relever sous la puntilla » est utilisé pour dire qu'on ne peut garder le lit parce qu'on a été obligé de travailler.

## Historique
L'usage, la forme, et les dimensions de la puntilla ont été donnés par Paquiro dans le grand traité de tauromachie qui porte son nom, rédigé par le chroniqueur taurin Santos López Pelegrín. Selon les termes de l'époque, on mesurait en pulgada (pouce) pour la largeur de la lame, et en tercia (pied) pour la longueur. L'arme mesure en moyenne entre 10 et 15 cm de nos jours.
Au XIXe siècle et au début du XXe siècle, on voyait encore une variété de puntilleros très habiles qui transformaient leur geste en numéro de cirque, lançant de loin la puntilla qui faisait un tour sur elle-même avant de se planter dans le bulbe rachidien du taureau. Ce coup portait le nom de ballestilla
Avant l'arrivée du caparaçon, la puntilla servait aussi à achever les chevaux blessés.